# (8590) Pygargus
(8590) Pygargus (6533 P-L) – planetoida z pasa głównego asteroid okrążająca Słońce w ciągu 5,78 lat w średniej odległości 3,22 au. Odkryta 24 września 1960 roku.